# Opole Zachodnie
Opole Zachodnie – stacja kolejowa w Opolu, po zachodniej części Odry, w województwie opolskim. Znajduje się w większej części na wiadukcie nad ulicą Wojska Polskiego. W 2003 stacja przeszła remont wraz z odcinkiem linii Opole-Wrocław.

## Ruch pasażerski
| Rok  | Wymiana pasażerska na dobę |
| ---- | -------------------------- |
| 2017 | 700-199                    |
| 2022 | 700-999                    |